# ۷ (آلبوم انریکه ایگلسیاس)
«7» آلبومی از هنرمند اهل اسپانیا انریکه ایگلسیاس است که در سال ۲۰۰۳ میلادی منتشر شد.